# Lee Holdsworth
Lee Holdsworth (ur. 2 lutego 1983 w Melbourne) – australijski kierowca wyścigowy startujący w wyścigach Supercars. Zwycięzca prestiżowego wyścigu Bathurst 1000 rozgrywanego w ramach tej serii w 2021. 

## Życiorys

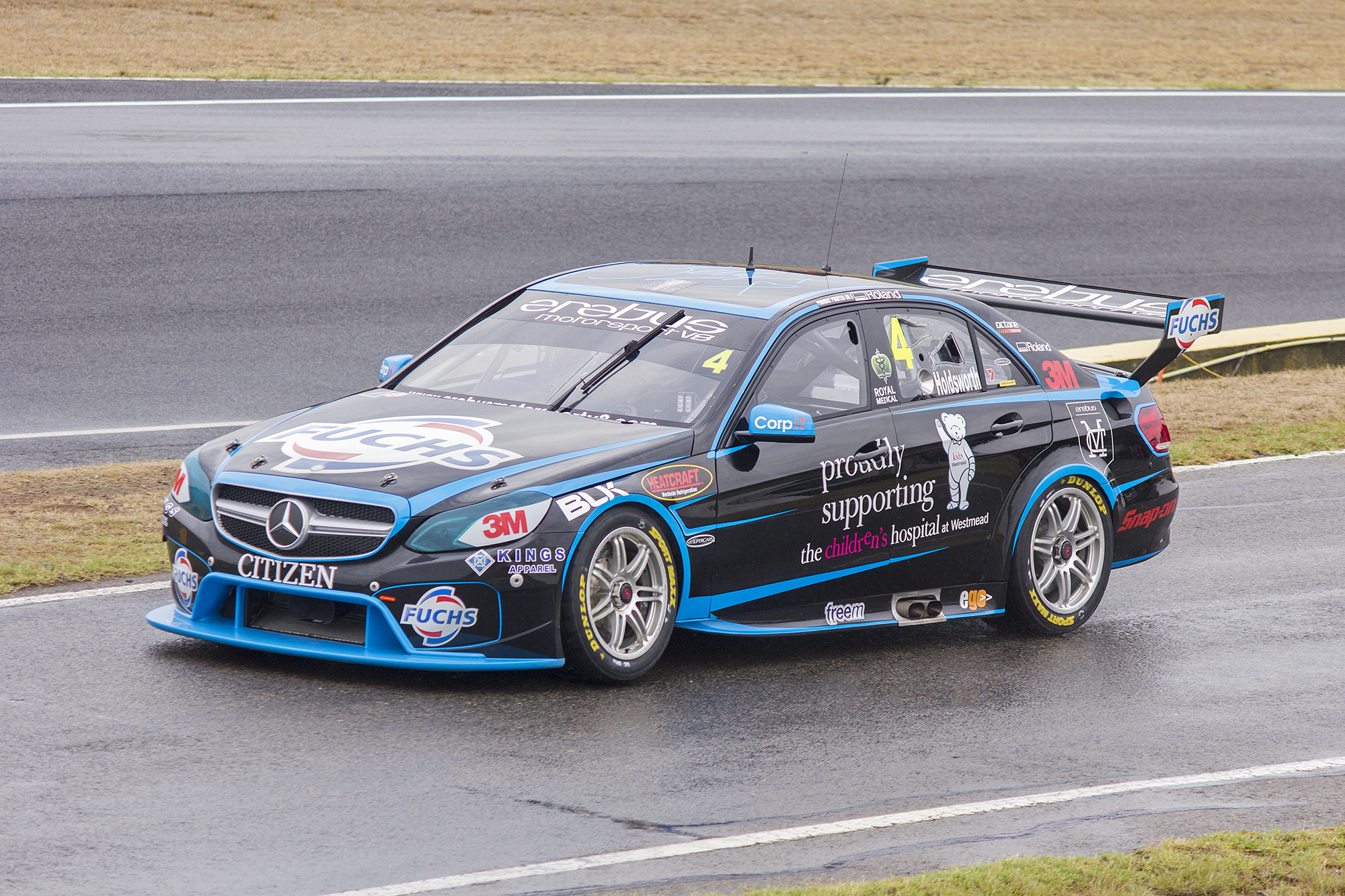
Lee Holdsworth na torze Sydney Motorsport Park (2014)

Holdsworth rozpoczął ściganie od kartingu. W 2001 rozpoczął starty w serii Commodore Cup, w której zajął trzecie miejsce w 2003 roku. W 2004 wystartował w serii Konica Minolta V8 Supercar Series, niższej serii V8 Supercars. W tym samym roku zadebiutował również w głównej serii startując w kilku wyścigach. Podobnie wyglądało to w kolejnym sezonie.
W 2006 wystartował już w pełnym cyklu serii V8 Supercars w barwach zespołu Garry Rogers Motorsport, a rok później odniósł swoje pierwsze zwycięstwo w wyścigu tej serii. W 2010 zajął siódme miejsce w klasyfikacji sezonu, najwyższe w karierze.

## Wyniki

### Podsumowanie
| Sezon | Seria                                    | Zespół                     | Starty | PP | Zwyc. | Punkty | Pozycja |
| ----- | ---------------------------------------- | -------------------------- | ------ | -- | ----- | ------ | ------- |
| 2002  | Australian Commodore Cup National Series | TTM Traffic & Parking      |        |    |       |        | 5.      |
| 2003  | Australian Commodore Cup National Series | TTM Traffic & Parking      |        |    |       | 503    | 3.      |
| 2004  | Konica Minolta V8 Supercar Series        | Robert Smith Racing        | 16     | 0  | 1     | 560    | 13.     |
| 2004  | V8 Supercar Championship Series          | Robert Smith Racing        | 5      | 0  | 0     | 34     | 66.     |
| 2005  | Australian Formula Ford Championship     | TTM Group                  | 20     | 0  | 0     | 67     | 11.     |
| 2005  | HPDC V8 Supercar Series                  | Robert Smith Racing        | 12     | 0  | 1     | 607    | 13.     |
| 2005  | V8 Supercar Championship Series          | Garry Rogers Motorsport    | 5      | 0  | 0     | 162    | 44.     |
| 2006  | V8 Supercar Championship Series          | Garry Rogers Motorsport    | 34     | 0  | 0     | 1811   | 20.     |
| 2007  | V8 Supercar Championship Series          | Garry Rogers Motorsport    | 36     | 0  | 1     | 209    | 15.     |
| 2008  | V8 Supercar Championship Series          | Garry Rogers Motorsport    | 38     | 0  | 0     | 2065   | 11.     |
| 2009  | V8 Supercar Championship Series          | Garry Rogers Motorsport    | 29     | 2  | 0     | 2006   | 10.     |
| 2010  | V8 Supercar Championship Series          | Garry Rogers Motorsport    | 27     | 2  | 1     | 2387   | 7.      |
| 2011  | International V8 Supercars Championship  | Garry Rogers Motorsport    | 29     | 0  | 0     | 1920   | 8.      |
| 2012  | International V8 Supercars Championship  | Stone Brothers Racing      | 31     | 0  | 0     | 2189   | 8.      |
| 2013  | International V8 Supercars Championship  | Erebus Motorsport          | 37     | 0  | 0     | 1361   | 20.     |
| 2014  | International V8 Supercars Championship  | Erebus Motorsport          | 39     | 0  | 1     | 1395   | 20.     |
| 2015  | International V8 Supercars Championship  | Charlie Schwerkolt Racing  | 37     | 0  | 0     | 1699   | 14.     |
| 2016  | International V8 Supercars Championship  | Charlie Schwerkolt Racing  | 23     | 0  | 0     | 1114   | 24.     |
| 2017  | Supercars Championship                   | Charlie Schwerkolt Racing  | 26     | 0  | 0     | 1647   | 16.     |
| 2018  | Supercars Championship                   | Charlie Schwerkolt Racing  | 31     | 0  | 0     | 1443   | 21.     |
| 2019  | Supercars Championship                   | Tickford Racing            | 31     | 0  | 0     | 2428   | 10.     |
| 2020  | Supercars Championship                   | Tickford Racing            | 27     | 0  | 0     | 1553   | 11.     |
| 2021  | Supercars Championship                   | Walkinshaw Andretti United | 1      | 0  | 1     | 300    | 28.     |
| 2022  | Supercars Championship                   | Grove Racing               | 34     | 0  | 0     | 1734   | 13.     |